# Edukacja

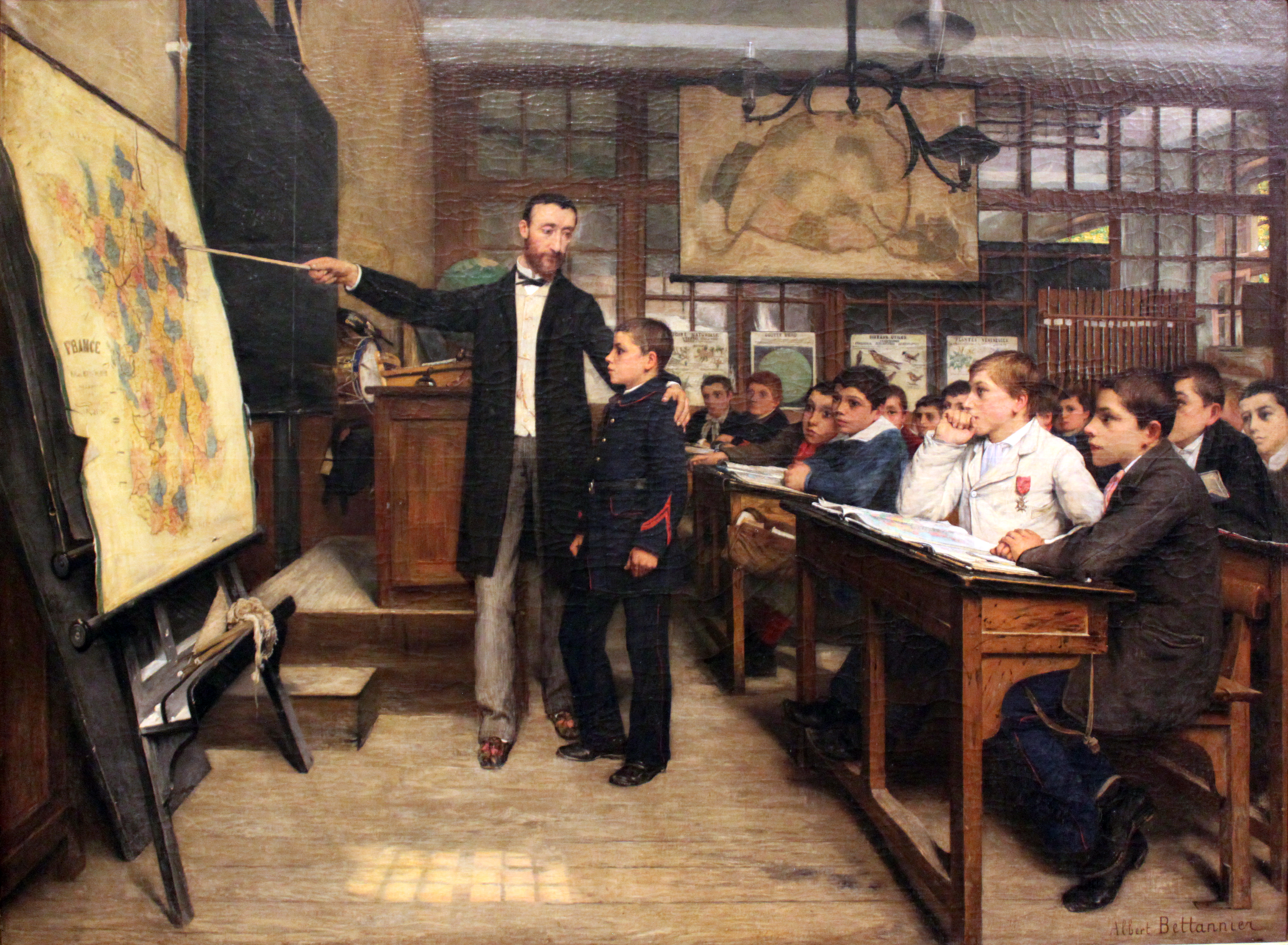
Obraz przedstawiający lekcję w szkole. Przykład edukacji formalnej.

Edukacja (stgr. παιδεία, łac. educatio) – ogół procesów i oddziaływań, których celem jest zmienianie ludzi, przede wszystkim dzieci i młodzieży, stosownie do panujących w danym społeczeństwie ideałów i celów wychowawczych. 
Edukację tworzą czynności nauczania i czynności uczenia się.
Pojęcie edukacji jest związane z wychowaniem i z wykształceniem człowieka we wszystkich fazach rozwojowych. Pojęcia edukacyjne wychowanie i wykształcenie są ściśle związane z nauką pedagogiczną, która odpowiedzialna jest za prawidłowy i zharmonizowany proces edukacji społeczeństwa.

## Formy edukacji
- Edukacja formalna (zinstytucjonalizowana) – ma miejsce na etapie edukacji wczesnoszkolnej i szkolnej, za którą w Polsce odpowiada na etapie podstawowym i średnim MEN. Za edukację formalną studentów dziennych w trakcie studiów wyższych odpowiada MNiSW. Zazwyczaj jest to proces prowadzący do uzyskania dyplomów, certyfikatów czy zaświadczeń.
- Edukacja nieformalna – trwający przez całe życie proces kształtowania się postaw, wartości, umiejętności i wiedzy na podstawie różnych doświadczeń oraz wpływu edukacyjnego otoczenia (grupy rówieśniczej, rodziny, środowiska społecznego, działalności gospodarczej) oraz oddziaływania mass mediów. Przykładem są m.in. edukacyjne konkursy, projekty, filmy, słuchowiska, gry multimedialne i symulacyjne, a także edukacja rozrywkowa.
- Edukacja nieoficjalna – zazwyczaj ma miejsce obok oficjalnego procesu nauczania bądź szkolenia, ale nie prowadzi do uzyskania certyfikatów czy dyplomów. Tego typu uczenie się obecne jest w miejscu pracy albo w ramach aktywności organizacji społeczeństwa obywatelskiego (np. organizacji pozarządowych, młodzieżowych, związków zawodowych, klubów sportowych, stowarzyszeń). Tego typu aktywności edukacyjne mogą kreować także same osoby uczące się.
- Samoedukacja – forma wzbogacania swojej wiedzy w sytuacji, gdy aktualna edukacja nie spełnia oczekiwań jednostki lub gdy została już zakończona w wyniku edukacji formalnej[6].
- Edukacja akcydentalna (ad hoc) – wynikającą z codziennych sytuacji, które wydarzyły się niespodziewanie i nie były zaplanowane, ale były źródłem wiedzy lub doświadczenia.